# Cerberus Palus
La Cerberus Palus è una struttura geologica della superficie di Marte.